# セフォニシド
セフォニシド（英：Cefonicide, Cefonicid）はセファロスポリン系抗生物質である。
密度は1.92g/cm3。

## 合成
セファマンドール、q.v.に類似した注射可能な半合成セファロスポリン系抗生物質。

セフォニシドの合成:

セフォニシドは、1の3-アセトキシ部分を適切に置換された2のテトラゾールチオールで求核置換することにより効率的に合成される。マンデル酸アミドのC-7側鎖はセファマンドールを想起させる。